# 3-South
3-South est une série télévisée d'animation américaine pour adultes en treize épisodes de 22 minutes, créée par Mark Henteman et Steve Callaghan et dont seulement dix épisodes ont été diffusés entre le 7 novembre 2002 et le 16 janvier 2003 sur MTV. 
La série est inédite dans tous les pays francophones. Aucun doublage ou sous-titrage officiel n’a été produit, et la série n’a jamais été diffusée à la télévision ou en streaming dans ces régions.
Le générique est Fight Test, interprété par The Flaming Lips
.

## Synopsis
Cette série met en scène les mésaventures de deux amis, Sanford et Del, élèves du Barder College. Excepté leur compagnon, Joe, tout le monde sur le campus est stupide.

## Distribution

### Voix américaines
- Brian Dunkleman (en) : Sanford Reilly
- Brian Posehn : Del Swanson
- Mark Hentemann (en) : Joe Tate
- Brian Posehn : Todd Wolfschmidtmansternowitz
- Mark Hentemann (en) : Ed Bickel
- Jeffrey Tambor : Dean Earheart

## Épisodes
1. College Material
2. Stomach Pump 2000
3. New Friends
4. My Name is Todd W.
5. Del Gets Sick
6. Fraternity
7. Coke Addicts
8. Midnight Del
9. Joe Gets Expelled
10. 100 Yr. Old Man
11. Top Dogs
12. Cocktail
13. Fake I.D.